# Until the Last Day
Az Until the Last Day Gackt japán énekes kislemeze, mely 2012. február 22-én jelent meg az Avex Entertainment kiadónál. A címadó dal a Dragon Age: Dawn of the Seeker animációs film betétdala.

## Számlista
Az összes dalszöveg szerzője Gackt és Fudzsibajasi Sóko (藤林 聖子; Hepburn: Fujibayashi Shōko); az összes szám szerzője Gackt és Ryo, hangszerelte: Ryo.
| 1. | Until the Last Day                | 4:05 |
| 2. | Until the Last Day D.A. Edit      | 3:26 |
| 3. | Until the Last Day (instrumental) |      |

| 1. | Until the Last Day (Music Film) |  |

## Slágerlista-helyezések
Oricon
| Dátum             | Slágerlista | Típus              | Legmagasabb helyezés | Eladás |
| ----------------- | ----------- | ------------------ | -------------------- | ------ |
| 2012. február 22. | Oricon      | heti kislemezlista | 8                    | 16 188 |
| 2012. február 22. | Oricon      | havi kislemezlista | 25                   | 18 680 |

Billboard Japan
| Slágerlista (2012)            | Legmagasabb helyezés |
| ----------------------------- | -------------------- |
| Billboard Japan Hot 100       | 11                   |
| Billboard Japan Hot Animation | 3                    |